# کرمیت واشینگتن

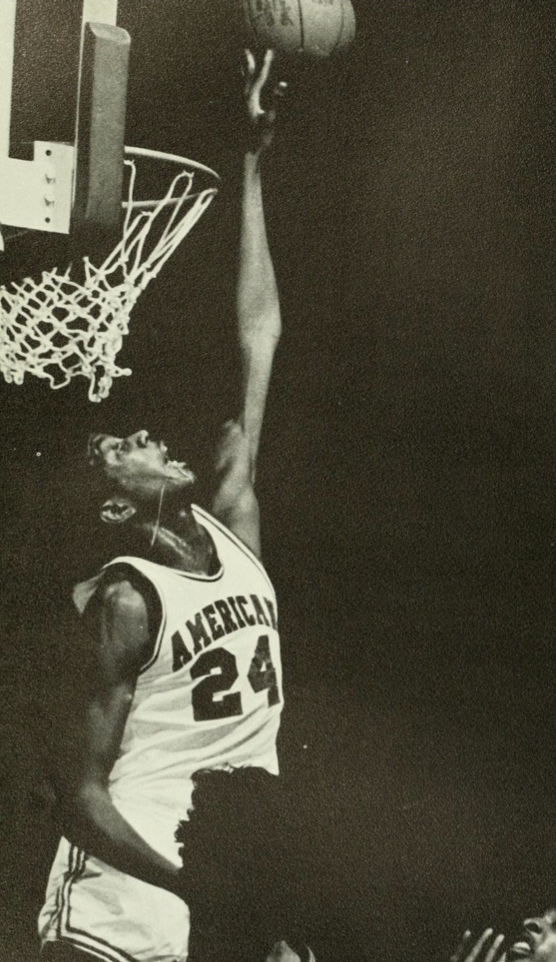
کرمیت واشینگتن در سال ۱۹۷۰

کرمیت واشینگتن (انگلیسی: Kermit Washington؛ زاده ۱۷ سپتامبر ۱۹۵۱) یک بازیکن بسکتبال اهل ایالات متحده آمریکا است.